# NGC 3057
NGC 3057 este o galaxie spirală situată în constelația Dragonul. A fost descoperită în 26 septembrie 1802 de către William Herschel. Se află la o distanță de 15,42 megaparseci de Pământ.